# Берасатеги
Берасатеги (исп. Berazategui) — город, расположенный в одноимённом округе, в провинции Буэнос-Айрес (Аргентина). Берасатеги формирует часть агломерации Большой Буэнос-Айрес. Крупнейший центр стекольной промышленности в Аргентине.

## История

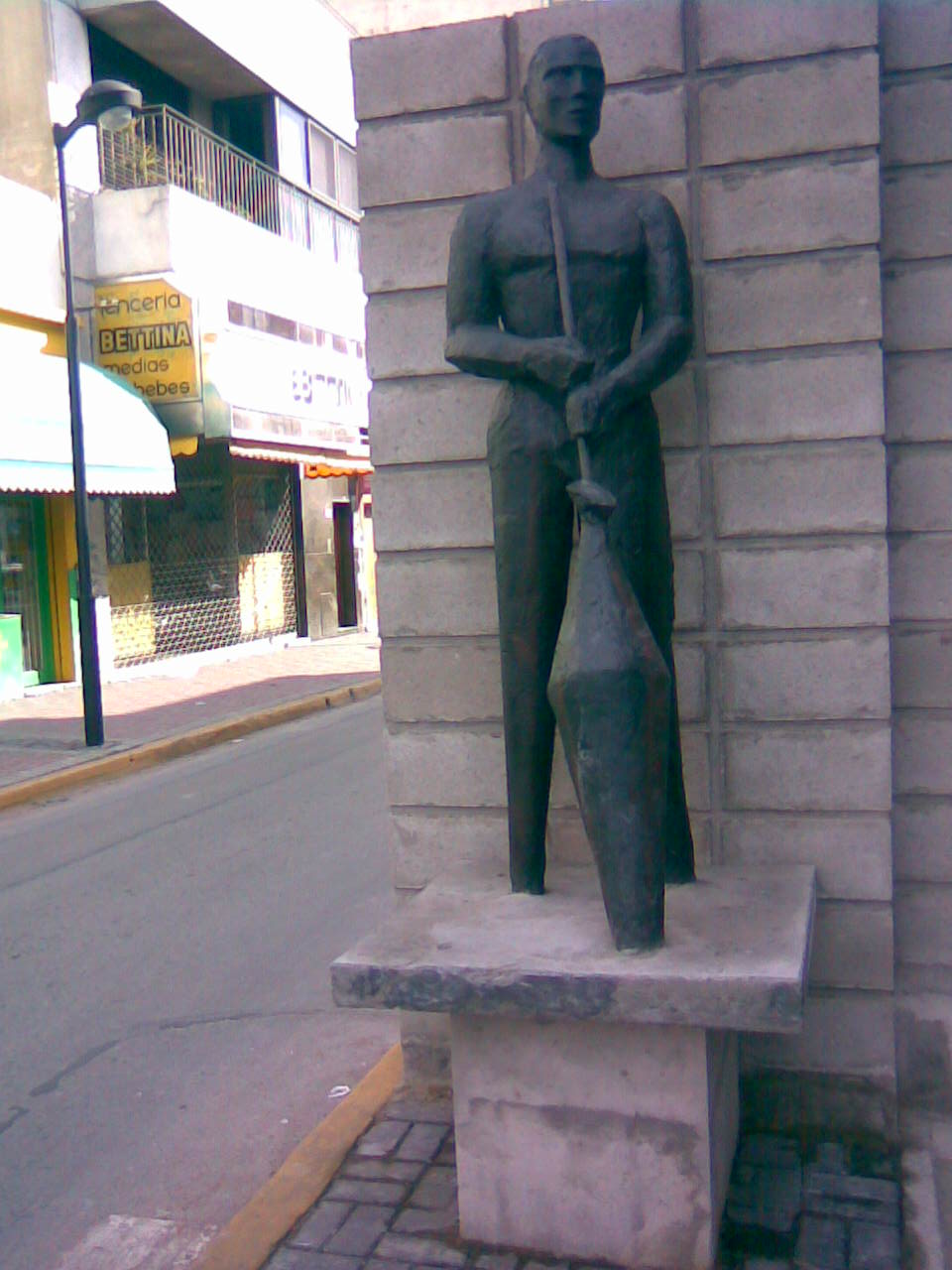
Памятник работнику стекольного завода

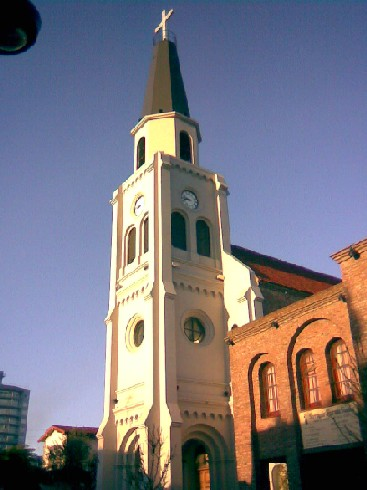
Церковь Святого Семейства

Основав город Буэнос-Айрес, Хуан де Гарай раздал прилегающие к нему земли округа Магдалена своим соратникам. Территория, где ныне находится Берасатеги, была распределена между Алонсо Гомесом (северная часть), Педро де Исаррой (центр) и Антонио Роверто (южная часть). В 1602 году  Роверто продал свои земли вместе с домом Исарре.
В 1622 году Исарра умер, оставив земли в наследство своей дочери, муж которой построил вблизи них порт.
В 1635 году из-за расцвета контрабанды часть земель была отдана во владение дону Херонимо Бенавидесу в целях наведения здесь порядка. В результате деятельности Бенавидеса порт, ранее используемый контрабандистами, пришёл в упадок.
В 1784 году округ Магдалена был поделен на 3 райоана: Сан-Висенте, Магдалена и Кильмес. В последний и вошли земли современного Берасатеги.
До XIX века  на месте нынешнего Берасатеги существовало небольшое поселение, большинство жителей которого было занято в сельском хозяйстве.
Город Берасатеги был официально основан 23 ноября 1816 года. Своим названием он обязан Хосе Клементе Берасатеги, пожертвовавшему свои земли для будущей железнодорожной станции.
В декабре 1872 года была построена железнодорожная ветка до станции Берасатеги, а в 1909 году она была ещё продлена на километр от города.
С проведением железной дороги местность стала привлекательной для строительства. Сначала здесь была основана солильня, где трудились 2000 работников, затем производство корзин, а в 1906 году здесь был открыт стекольной завод «Cristalerías Rigolleau». Это предприятие стало градообразующим для Берасатеги: оно привлекло большое количество рабочих, которые поселились на этой территории, и многих предпринимателей, которые обеспечивали их всем необходимым для существования. Берасатеги быстро превратился из аграрного в индустриальный район.
В 1925 року Берасатеги был электрифицирован, также начало работать уличное освещение.
В 1929 году началось мощение, а затем и асфальтирование улиц города.
В 1935 году в городе была возведена часовня, а в 1944 году был заложен  главный храм Берасатеги — приходская церковь Святого Семейства.
В 1936 году в Берасатеги была открыта фабрика по производству синтетических волокон «Ducilo», которая впоследствии также стала выпускать целлофан, нейлон и газ фреон.
4 ноября 1960 года земли Берасатеги были выделены из округа Кильмес в отдельную территориальную единицу.
28 марта 1966 года открылась Политехническая школа Берасатеги, первое профессионально-техническое учебное заведение в городе.
Толчком для развития города Берасатеги в 1990-х годах стала прокладка автотрассы Ла-Плата—Буэнос-Айрес, проходящая через него.

## География
Берасатеги расположен в 2 км к западу от берега Рио-де-ла-Платы на равнинной местности.
Климат Берасатеги умеренный и влажный, практически идентичный климату Буэнос-Айреса, только чуть более прохладный. Средняя температура января 25 °C, июля 11 °C. Летом температура может достигать +35 °C, а зимой — 2 °C. Среднее годовое количество выпадаемых осадков около 1000 мм. За последние 100 лет снег выпадал в Берасатеги лишь раз: 9 июля 2007 года.
В Берасатеги преобладают следующие ветры:
- памперо с юго-запада, очень холодный и сухой, преобладает в июне
- юго-восточный судестада, преобладает в апреле и октябре, прохладный и очень влажный, часто приносит осадки[3]
- в остальные месяцы преобладают восточные и северо-восточные ветры